# Ayse
Ayse – miejscowość i gmina we Francji, w regionie Owernia-Rodan-Alpy, w departamencie Górna Sabaudia.
Według danych na rok 1990 gminę zamieszkiwały 1532 osoby, a gęstość zaludnienia wynosiła 146 osób/km² (wśród 2880 gmin regionu Rodan-Alpy Ayse plasuje się na 557. miejscu pod względem liczby ludności, natomiast pod względem powierzchni na miejscu 1084.).